# Phalaenopsis corningiana
Phalaenopsis corningiana är en orkidéart som beskrevs av Heinrich Gustav Reichenbach. Phalaenopsis corningiana ingår i släktet Phalaenopsis och familjen orkidéer. Inga underarter finns listade i Catalogue of Life.

## Bildgalleri

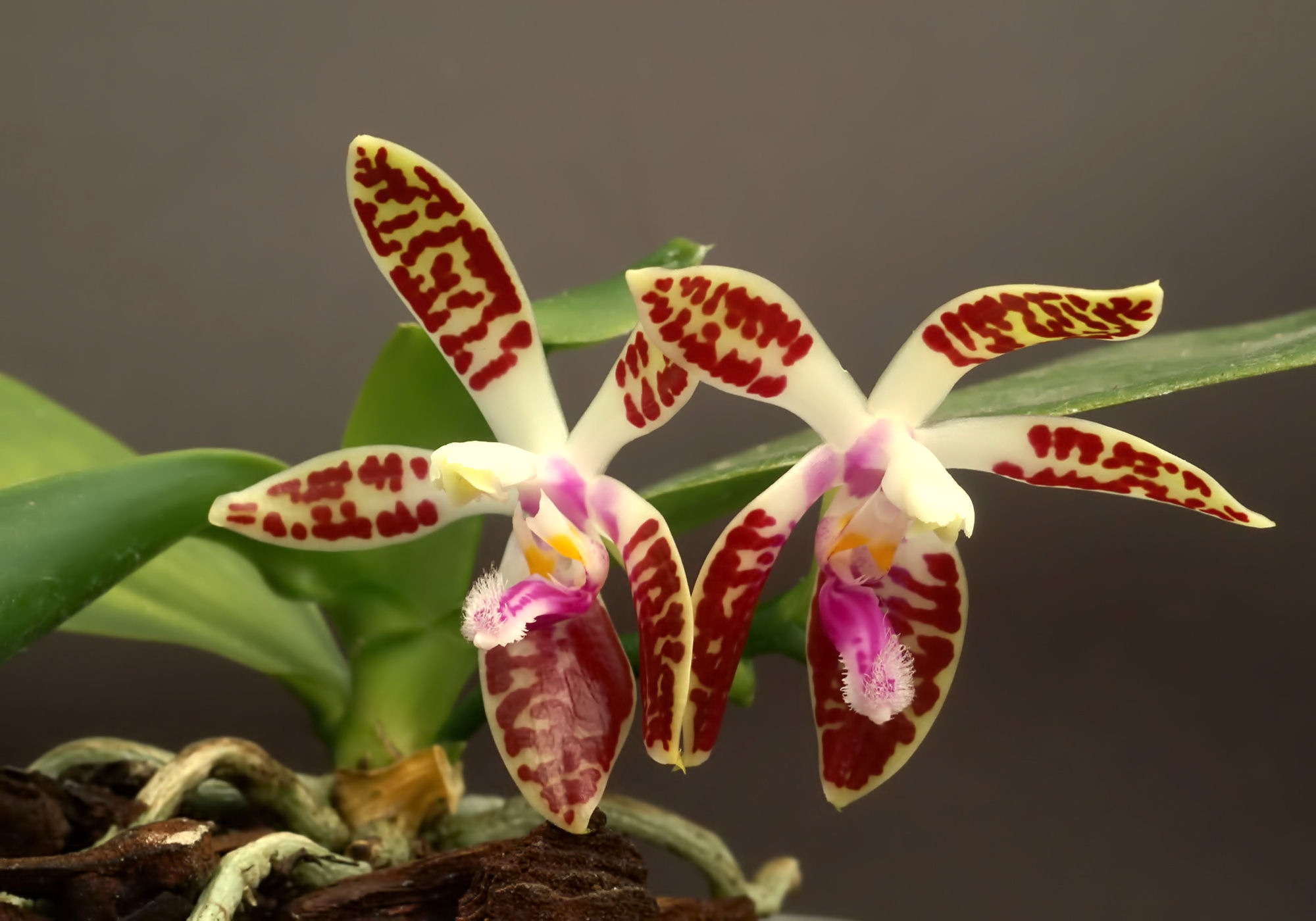
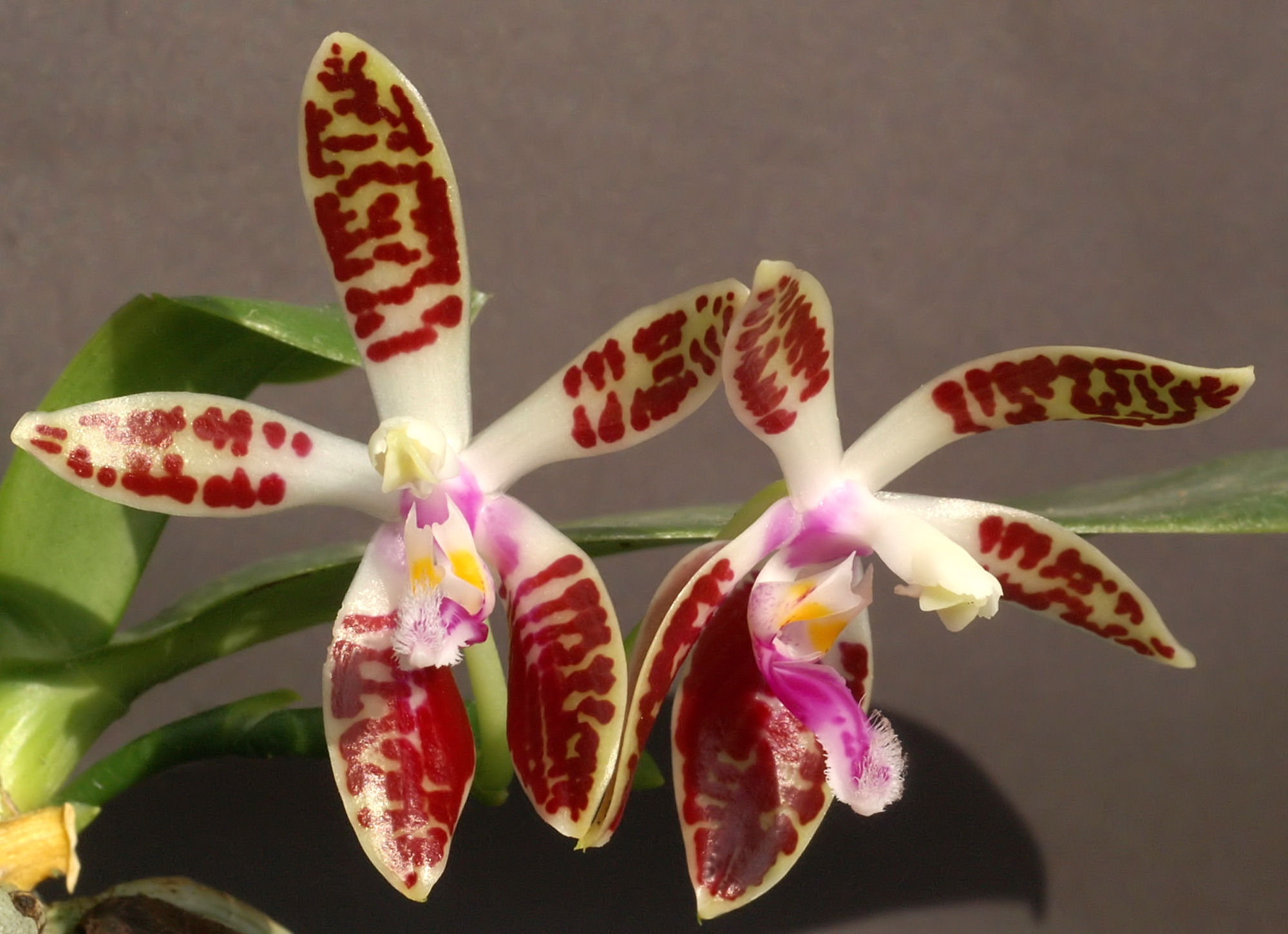